# China-Eastern-Airlines-Flug 5210
Am 21. November 2004 verunglückte eine Bombardier CRJ-200LR auf dem China-Eastern-Airlines-Flug 5210 kurz nach dem Start vom Flughafen Baotou infolge eines Strömungsabrisses durch Vereisung. Bei dem Unfall kamen alle 53 Insassen sowie zwei weitere Personen am Boden ums Leben.

## Unfallhergang
Das Flugzeug war über Nacht bei Minustemperaturen auf dem Flughafen Baotou abgestellt worden, wodurch sich Eis auf den Tragflächen gebildet hatte. Vor Abflug nach Shanghai erfolgte keine Flugzeugenteisung.
Die Besatzung leitete den Start um 8:20 Uhr ein. Unmittelbar nach dem Abheben verloren die Piloten infolge des Strömungsabrisses die Kontrolle über das Flugzeug. Die CRJ200 gewann kaum an Höhe. Etwa zwei Kilometer hinter dem Bahnende kollidierte die Maschine zunächst mit einem Parkplatz-Wächterhäuschen und schlug anschließend in einem zugefrorenen See im Nanhai-Park auf. Alle 53 Insassen sowie die zwei Personen im Häuschen kamen ums Leben. Es ist der bislang schwerste Unfall eines Bombardier Canadair Regional Jets.

## Ähnliche Unfälle
- Air-Florida-Flug 90